# Zambana
Zambana est une ancienne commune italienne d'environ 1 700 habitants située dans la province autonome de Trente dans la région du Trentin-Haut-Adige dans le nord-est de l'Italie. Elle fusionne avec Nave San Rocco le 1er janvier 2019 pour former Terre d'Adige.

## Administration
| Période                                  | Période | Identité | Étiquette | Qualité |
| ---------------------------------------- | ------- | -------- | --------- | ------- |
|                                          |         |          |           |         |
| Les données manquantes sont à compléter. |         |          |           |         |

### Communes limitrophes
Mezzolombardo, Fai della Paganella, Nave San Rocco, Lavis (Italie), Andalo, Terlago